# 平壌兵事区
平壌兵事区（へいじょうへいじく）は、1939年8月に日本統治時代の朝鮮に設置された大日本帝国陸軍の兵事区の一つ。平安北道、平安南道、黄海道を管轄領域とし、平壌陸軍兵事部が置かれ徴兵・召集等兵事事務を所掌した。

## 概要
1939年（昭和14年）、陸軍兵事部令が制定され、朝鮮軍管区の第20師団管区の下に平壌兵事区が設置された。1943年（昭和18年）の陸軍管区表の改正で管轄領域が平安南道のみになった。
平壌兵事区を管轄した第20師団管区は1940年8月に京城師団管区に、1941年10月に京城師管、1945年4月1日に京城師管区に改組された。

## 平壌陸軍兵事部長
| 代                             | 氏名           | 階級           | 在任期間       | 出典           |
| 平壌兵事部部長                 | 平壌兵事部部長 | 平壌兵事部部長 | 平壌兵事部部長 | 平壌兵事部部長 |
| ------------------------------ | -------------- | -------------- | -------------- | -------------- |
|                                | 伊黒清吾       | 歩兵大佐       | 1939.8.1 -     | [ 4 ] [ 5 ]    |
|                                | 岩部重雄       | 歩兵大佐       | 1942.2.9       | [ 5 ]          |
|                                | 宇野節         | 歩兵大佐       | 1943.8.2       | [ 6 ] [ 5 ]    |
|                                | 加村義政       | 歩兵大佐       | 1941.8.23 -    | [ 7 ]          |
| 平壌兵事部部長・平壌地区司令官 |                |                |                |                |
|                                | 瀬川四郎       | 少将           | 1945.3.31 -    | [ 8 ] [ 5 ]    |